# De utvalda (roman av John Grisham)
De utvalda (originaltitel: The Runaway Jury) är en roman från 1996 av John Grisham. Den utgavs samma år i svensk översättning av Sam J. Lundwall.
Romanen har även filmatiserats, 2003 med samma titel. Till skillnad från romanen handlar filmen om en rättegång emot vapenindustrin.

## Handling
Jacob Wood dör i cancer. Hans änka anklagar tobaksbolaget för att ha vållat hans död. Hela tobaksindustrins framtid står på spel. Den utvalda juryn har dess öde i sina händer.